# 今田篤
今田 篤（いまだ あつし、1990年8月30日 - ）は、日本のクラシック音楽のピアニスト。

## 略歴
静岡県掛川市に生まれる。15歳で東京芸術大学音楽学部附属音楽高等学校へ入学のため上京。第61回 全日本学生音楽コンクール高校生の部で第1位を獲得後、演奏活動を開始。東京芸術大学を卒業し、大学院へ進学するが英国王立音楽大学に留学のため休学。
2016年7月英国王立音楽大学 修士課程を優秀な成績で卒業。2017年3月東京藝術大学大学院修士課程課程を修了。同時に芸大クラヴィーア賞を受賞。その後フェリックス・メンデルスゾーン・バルトルディ音楽演劇大学ライプツィヒ演奏家課程を卒業。2021年より東京藝術大学音楽学部ピアノ科非常勤講師。これまでにマリン・オールソップ指揮ベルギー国立管弦楽団、ポール・メイエ指揮王立ワロン室内管弦楽団、ロッセン・ゲルゴフ指揮読売日本交響楽団、クラウディオ・クルス指揮リベイラン・プレート交響楽団（ブラジル）、クラウディオ・クルス指揮サンパウロ青少年交響楽団等海外及び国内のオーケストラと多数共演。ソロリサイタルを日本国内及びアゼルバイジャン、ドイツ・フランス・ベルギー・英国にて行い好評を博す。ピアノをこれまでに寺田美智子、三好のびこ、堀江孝子、横山幸雄、クラウディオ・ソアレス、伊藤恵、ドミトリー・アレクセーエフ、ルーステム・サイトクーロフ、ゲラルド・ファウトの各氏に師事。

## 受賞歴
- 2002年第26回ピティナ・ピアノコンペティションC級ベスト賞
- 2003年第27回ピティナ・ピアノコンペティションF級ベスト賞
- 2004年第28回ピティナ・ピアノコンペティションJr.G級ベスト賞
- 2007年第61回全日本学生音楽コンクール高校生の部第1位野村賞・井口愛子賞・NHK賞・横浜市民賞
- 2008年第9回青少年のためのクライネフ国際ピアノコンクール第2位
- 2008年ヤマハ音楽振興会音楽支援奨学生
- 2010年第34回ピティナ・ピアノコンペティション特級銀賞
- 2010年第79回日本音楽コンクール第2位
- 2011年公益財団法人ロームミュージックファンデーション奨学生
- 2013年第11回東京音楽コンクール第2位[1]
- 2013年度宗次エンジェル基金/新進演奏家国内奨学金奨学生
- 2013年ピアノ・テキサス2013に全額免除を受け参加
- 2014年公益財団法人ロームミュージックファンデーション奨学生
- 2016年エリザベート王妃国際音楽コンクールファイナリスト入賞
- 2017年芸術・文化 若い芽を育てる会奨励賞、明治安田クオリティオブライフ奨学金奨学生
- 2017年芸大クラヴィーア賞
- 2017年芸大同声会賞
- 2018年第10回浜松国際ピアノコンクール第4位
- 2018年ベルギーショパン協会賞

## ディスコグラフィー
2021年5月31日フォンテックより『It's time シューマン ピアノ作品集』発売。音楽現代において推薦盤、レコード芸術において準特選盤に選定される。